# Lijst van 3FM Megahits in 2004
Deze hits waren in 2004 3FM Megahit op 3FM:
| Nr. | Week    | Artiest                                                     | Titel                                                       | Hoogste positie in de 3FM Mega Top 50                       |
| --- | ------- | ----------------------------------------------------------- | ----------------------------------------------------------- | ----------------------------------------------------------- |
| 559 | Week 1  | Jay-Z & Pharrell                                            | Change Clothes                                              | 40                                                          |
| 560 | Week 2  | Nelly Furtado                                               | Powerless (Say What You Want)                               | 6                                                           |
| 561 | Week 3  | Kelis                                                       | Milkshake                                                   | 7                                                           |
| 562 | Week 4  | Britney Spears                                              | Toxic                                                       | 6                                                           |
| 563 | Week 5  | Basement Jaxx & Lisa Kekaula                                | Good Luck                                                   | 43                                                          |
| 564 | Week 6  | Dinand Woesthoff                                            | Dreamer (Gussie's Song)                                     | 1(3wk)                                                      |
| 565 | Week 7  | Kurt Nilsen                                                 | She's So High                                               | 16                                                          |
| 566 | Week 8  | Bubba Sparxxx                                               | Deliverance                                                 | 34                                                          |
| 567 | Week 9  | 3 Doors Down                                                | Here Without You                                            | 8                                                           |
| 568 | Week 10 | N.E.R.D.                                                    | She Wants to Move                                           | 7                                                           |
| 569 | Week 11 | Usher, Lil' Jon & Ludacris                                  | Yeah!                                                       | 1(4wk)                                                      |
| 570 | Week 12 | Eamon                                                       | F**k It (I Don't Want You Back)                             | 1(2wk)                                                      |
| 571 | Week 13 | Tiësto featuring BT                                         | Love Comes Again                                            | 5                                                           |
| 572 | Week 14 | D12                                                         | My Band                                                     | 2                                                           |
| 573 | Week 15 | Avril Lavigne                                               | Don't Tell Me                                               | 6                                                           |
| -   | Week 16 | Geen 3FM Megahit in verband met de 80's Request-week        | Geen 3FM Megahit in verband met de 80's Request-week        | Geen 3FM Megahit in verband met de 80's Request-week        |
| 574 | Week 17 | Lenny Kravitz                                               | Where Are We Runnin'?                                       | 5                                                           |
| 575 | Week 18 | The Calling                                                 | Our Lives                                                   | 3                                                           |
| 576 | Week 19 | Counting Crows & BLØF                                       | Holiday in Spain                                            | 1(5wk)                                                      |
| 577 | Week 20 | Kelis                                                       | Trick Me                                                    | 2                                                           |
| 578 | Week 21 | Keane                                                       | Somewhere Only We Know                                      | 4                                                           |
| 579 | Week 22 | Maroon 5                                                    | This Love                                                   | 4                                                           |
| 580 | Week 23 | Muse                                                        | Sing for Absolution                                         | 5                                                           |
| 581 | Week 24 | Nelly Furtado                                               | Força                                                       | 2                                                           |
| 582 | Week 25 | Freestylers                                                 | Push Up                                                     | 2                                                           |
| 583 | Week 26 | Linkin Park                                                 | Breaking the Habit                                          | 5                                                           |
| 584 | Week 27 | Van Dik Hout                                                | Lege handen                                                 | 6                                                           |
| 585 | Week 28 | Mylo                                                        | Drop the Pressure                                           | 3                                                           |
| 586 | Week 29 | Keane                                                       | Everybody's Changing                                        | 10                                                          |
| 587 | Week 30 | 3 Doors Down                                                | Away from the Sun                                           | 11                                                          |
| 588 | Week 31 | Maroon 5                                                    | She Will Be Loved                                           | 8                                                           |
| 589 | Week 32 | The Streets                                                 | Dry Your Eyes                                               | 5                                                           |
| 590 | Week 33 | Faithless                                                   | I Want More                                                 | 6                                                           |
| 591 | Week 34 | Velvet Revolver                                             | Fall to Pieces                                              | 26                                                          |
| 592 | Week 35 | Teddybears STHLM & Mad Cobra                                | Cobrastyle                                                  | 28                                                          |
| 593 | Week 36 | The Sheer                                                   | Right Now                                                   | 10                                                          |
| 594 | Week 37 | Robbie Williams                                             | Radio                                                       | 4                                                           |
| 595 | Week 38 | The Killers                                                 | Somebody Told Me                                            | 7                                                           |
| -   | Week 39 | Geen 3FM Megahit in verband met de 90's Request-week        | Geen 3FM Megahit in verband met de 90's Request-week        | Geen 3FM Megahit in verband met de 90's Request-week        |
| 596 | Week 40 | U2                                                          | Vertigo                                                     | 2                                                           |
| 597 | Week 41 | Within Temptation                                           | Stand My Ground                                             | 5                                                           |
| 598 | Week 42 | Lange Frans & Baas B & Ninthe                               | Zinloos                                                     | 1(3wk)                                                      |
| 599 | Week 43 | Live                                                        | We Deal in Dreams                                           | 13                                                          |
| 600 | Week 44 | BLØF                                                        | Opstand                                                     | 6                                                           |
| 601 | Week 45 | Anouk                                                       | Girl                                                        | 2                                                           |
| 602 | Week 46 | Snoop Dogg & Pharrell                                       | Drop It Like It's Hot                                       | 6                                                           |
| 603 | Week 47 | Green Day                                                   | Boulevard of Broken Dreams                                  | 9                                                           |
| 604 | Week 48 | Saybia                                                      | I Surrender                                                 | 11                                                          |
| 605 | Week 49 | Band Aid 20                                                 | Do They Know It's Christmas?                                | 2                                                           |
| 606 | Week 50 | Jay-Z / Linkin Park                                         | Numb/Encore                                                 | 3                                                           |
| -   | Week 51 | Geen 3FM Megahit in verband met de 3FM Serious Request-week | Geen 3FM Megahit in verband met de 3FM Serious Request-week | Geen 3FM Megahit in verband met de 3FM Serious Request-week |
| -   | Week 52 | Geen 3FM Megahit in verband met de Top Serious Request-week | Geen 3FM Megahit in verband met de Top Serious Request-week | Geen 3FM Megahit in verband met de Top Serious Request-week |

1993 · 
1994 ·
1995 · 
1996 ·
1997 ·
1998 ·
1999 ·
2000 ·
2001 ·
2002 ·
2003 ·
2004 ·
2005 ·
2006 ·
2007 ·
2008 ·
2009 ·
2010 ·
2011 ·
2012 ·
2013 ·
2014 ·
2015 ·
2016 ·
2017 ·
2018 ·
2019 ·
2020 ·
2021 ·
2022 ·
2023 ·
2024 ·
2025